# Предворица
Предворица је насеље у Србији у општини Шабац у Мачванском округу. Према попису из 2022. било је 308 становника.

## Галерија
- Зграда школе и МЗ
- Зграда школе и МЗ
- Зграда школе и МЗ
- Споменик палим борцима

## Демографија
У насељу Предворица живи 388 пунолетних становника, а просечна старост становништва износи 43,9 година (43,8 код мушкараца и 44,0 код жена). У насељу има 153 домаћинства, а просечан број чланова по домаћинству је 3,07.
Ово насеље је великим делом насељено Србима (према попису из 2002. године).
|  |

| Демографија | Демографија | Демографија |
| Година      | Становника  | Становника  |
| ----------- | ----------- | ----------- |
| 1948.       | 517         |             |
| 1953.       | 540         |             |
| 1961.       | 511         |             |
| 1971.       | 469         |             |
| 1981.       | 445         |             |
| 1991.       | 430         | 417         |
| 2002.       | 469         | 522         |

| Етнички састав према попису из 2002.‍ | Етнички састав према попису из 2002.‍ | Етнички састав према попису из 2002.‍ | Етнички састав према попису из 2002.‍ | Етнички састав према попису из 2002.‍ |
| ------------------------------------ | ------------------------------------ | ------------------------------------ | ------------------------------------ | ------------------------------------ |
|                                      |                                      |                                      |                                      |                                      |
| Срби                                 | Срби                                 |                                      | 463                                  | 98,72%                               |
| Хрвати                               | Хрвати                               |                                      | 1                                    | 0,21%                                |
| непознато                            | непознато                            |                                      | 3                                    | 0,63%                                |

| Година пописа     | 1948. | 1953. | 1961. | 1971. | 1981. | 1991. | 2002. |
| ----------------- | ----- | ----- | ----- | ----- | ----- | ----- | ----- |
| Број домаћинстава | 99    | 107   | 117   | 113   | 124   | 123   | 153   |

| Број чланова      | 1  | 2  | 3  | 4  | 5  | 6 | 7 | 8 | 9 | 10 и више | Просек |
| ----------------- | -- | -- | -- | -- | -- | - | - | - | - | --------- | ------ |
| Број домаћинстава | 27 | 51 | 23 | 20 | 14 | 9 | 6 | 2 | 1 | 0         | 3,07   |

| Пол    | Укупно | Неожењен/Неудата | Ожењен/Удата | Удовац/Удовица | Разведен/Разведена | Непознато |
| ------ | ------ | ---------------- | ------------ | -------------- | ------------------ | --------- |
| Мушки  | 214    | 60               | 132          | 15             | 7                  | 0         |
| Женски | 195    | 29               | 125          | 35             | 4                  | 2         |
| УКУПНО | 409    | 89               | 257          | 50             | 11                 | 2         |

| Пол    | Укупно                    | Пољопривреда, лов и шумарство | Рибарство                            | Вађење руде и камена | Прерађивачка индустрија       |
| ------ | ------------------------- | ----------------------------- | ------------------------------------ | -------------------- | ----------------------------- |
| Мушки  | 127                       | 90                            | 0                                    | 0                    | 11                            |
| Женски | 59                        | 49                            | 0                                    | 0                    | 1                             |
| УКУПНО | 186                       | 139                           | 0                                    | 0                    | 12                            |
| Пол    | Производња и снабдевање   | Грађевинарство                | Трговина                             | Хотели и ресторани   | Саобраћај, складиштење и везе |
| Мушки  | 0                         | 7                             | 6                                    | 0                    | 8                             |
| Женски | 0                         | 0                             | 2                                    | 0                    | 2                             |
| УКУПНО | 0                         | 7                             | 8                                    | 0                    | 10                            |
| Пол    | Финансијско посредовање   | Некретнине                    | Државна управа и одбрана             | Образовање           | Здравствени и социјални рад   |
| Мушки  | 0                         | 1                             | 3                                    | 1                    | 0                             |
| Женски | 0                         | 0                             | 1                                    | 3                    | 1                             |
| УКУПНО | 0                         | 1                             | 4                                    | 4                    | 1                             |
| Пол    | Остале услужне активности | Приватна домаћинства          | Екстериторијалне организације и тела | Непознато            | Непознато                     |
| Мушки  | 0                         | 0                             | 0                                    | 0                    | 0                             |
| Женски | 0                         | 0                             | 0                                    | 0                    | 0                             |
| УКУПНО | 0                         | 0                             | 0                                    | 0                    | 0                             |